# 15.ª etapa da Volta a Espanha de 2018
A 15.ª etapa da Volta a Espanha de 2018 teve lugar a 9 de setembro de 2018 entre Ribera de Arriba e Lagos de Covadonga sobre um percurso de 178,2 km e foi ganhada pelo ciclista francês Thibaut Pinot da equipa Groupama-FDJ. O ciclista britânico Simon Yates da equipa Mitchelton-Scott conservou o maillot de líder.

## Classificação da etapa
| \| Classificação por etapas \| Classificação por etapas \| Classificação por etapas \| Classificação por etapas \| Classificação por etapas \| \| Ciclista \| Ciclista \| Equipe \| Tempo \| \| \| ------------------------ \| ------------------------ \| ------------------------- \| ------------------------ \| ------------------------ \| \| 1. \| Thibaut Pinot \| Groupama-FDJ \| 5h01m49s \| \| \| 2. \| Miguel Ángel López \| Astana \| + 28s \| \| \| 3. \| Simon Yates \| Mitchelton-Scott \| + 30s \| \| \| 4. \| Alejandro Valverde \| Movistar Team \| + 32s \| \| \| 5. \| Steven Kruijswijk \| LottoNL-Jumbo \| + 32s \| \| \| 6. \| Enric Mas \| Quick-Step Floors \| + 34s \| \| \| 7. \| Nairo Quintana \| Movistar Team \| + 34s \| \| \| 8. \| Rigoberto Urán \| EF Education First-Drapac \| + 1m25s \| \| \| 9. \| Emanuel Buchmann \| Bora-Hansgrohe \| + 1m33s \| \| \| 10. \| Ion Izagirre \| Bahrain-Merida \| + 1m49s \| \| |                    |                           |          |
| |                    |                           |          |
| Fonte: ProCyclingStats |                    |                           |          |
| Classificação por etapas |                    |                           |          |
| Ciclista | Ciclista           | Equipe                    | Tempo    |
| 1. | Thibaut Pinot      | Groupama-FDJ              | 5h01m49s |
| 2. | Miguel Ángel López | Astana                    | + 28s    |
| 3. | Simon Yates        | Mitchelton-Scott          | + 30s    |
| 4. | Alejandro Valverde | Movistar Team             | + 32s    |
| 5. | Steven Kruijswijk  | LottoNL-Jumbo             | + 32s    |
| 6. | Enric Mas          | Quick-Step Floors         | + 34s    |
| 7. | Nairo Quintana     | Movistar Team             | + 34s    |
| 8. | Rigoberto Urán     | EF Education First-Drapac | + 1m25s  |
| 9. | Emanuel Buchmann   | Bora-Hansgrohe            | + 1m33s  |
| 10. | Ion Izagirre       | Bahrain-Merida            | + 1m49s  |

## Classificações ao final da etapa

### Classificação geral
| \| Classificação geral \| Classificação geral \| Classificação geral \| Classificação geral \| Classificação geral \| \| Ciclista \| Ciclista \| Equipe \| Tempo \| \| \| ------------------- \| ------------------- \| ------------------------- \| ------------------- \| ------------------- \| \| 1. \| Simon Yates \| Mitchelton-Scott \| 64h13m33s \| \| \| 2. \| Alejandro Valverde \| Movistar Team \| + 26s \| \| \| 3. \| Nairo Quintana \| Movistar Team \| + 33s \| \| \| 4. \| Miguel Ángel López \| Astana \| + 43s \| \| \| 5. \| Steven Kruijswijk \| LottoNL-Jumbo \| + 1m29s \| \| \| 6. \| Enric Mas \| Quick-Step Floors \| + 1m55s \| \| \| 7. \| Thibaut Pinot \| Groupama-FDJ \| + 2m10s \| \| \| 8. \| Rigoberto Urán \| EF Education First-Drapac \| + 2m27s \| \| \| 9. \| Ion Izagirre \| Bahrain-Merida \| + 3m03s \| \| \| 10. \| Emanuel Buchmann \| Bora-Hansgrohe \| + 3m15s \| \| |                    |                           |           |
| |                    |                           |           |
| Fonte: ProCyclingStats |                    |                           |           |
| Classificação geral |                    |                           |           |
| Ciclista | Ciclista           | Equipe                    | Tempo     |
| 1. | Simon Yates        | Mitchelton-Scott          | 64h13m33s |
| 2. | Alejandro Valverde | Movistar Team             | + 26s     |
| 3. | Nairo Quintana     | Movistar Team             | + 33s     |
| 4. | Miguel Ángel López | Astana                    | + 43s     |
| 5. | Steven Kruijswijk  | LottoNL-Jumbo             | + 1m29s   |
| 6. | Enric Mas          | Quick-Step Floors         | + 1m55s   |
| 7. | Thibaut Pinot      | Groupama-FDJ              | + 2m10s   |
| 8. | Rigoberto Urán     | EF Education First-Drapac | + 2m27s   |
| 9. | Ion Izagirre       | Bahrain-Merida            | + 3m03s   |
| 10. | Emanuel Buchmann   | Bora-Hansgrohe            | + 3m15s   |

### Classificação por pontos
| Classificação por pontos | Classificação por pontos | Classificação por pontos | Classificação por pontos | Classificação por pontos |
| Ciclista                 | Ciclista                 | Equipe                   | Pontos                   |                          |
| ------------------------ | ------------------------ | ------------------------ | ------------------------ | ------------------------ |
| 1.                       | Alejandro Valverde       | Movistar Team            | 115 pts                  |                          |
| 2.                       | Peter Sagan              | Bora-Hansgrohe           | 83 pts                   |                          |
| 3.                       | Miguel Ángel López       | Astana                   | 71 pts                   |                          |
| 4.                       | Benjamin King            | Dimension Data           | 69 pts                   |                          |
| 5.                       | Dylan Teuns              | BMC Racing Team          | 68 pts                   |                          |
| 6.                       | Elia Viviani             | Quick-Step Floors        | 66 pts                   |                          |
| 7.                       | Simon Yates              | Mitchelton-Scott         | 65 pts                   |                          |
| 8.                       | Thibaut Pinot            | Groupama-FDJ             | 56 pts                   |                          |
| 9.                       | Danny van Poppel         | LottoNL-Jumbo            | 56 pts                   |                          |
| 10.                      | Michał Kwiatkowski       | Team Sky                 | 54 pts                   |                          |

### Classificação da montanha
| Classificação da montanha | Classificação da montanha | Classificação da montanha  | Classificação da montanha | Classificação da montanha |
| Ciclista                  | Ciclista                  | Equipe                     | Pontos                    |                           |
| ------------------------- | ------------------------- | -------------------------- | ------------------------- | ------------------------- |
| 1.                        | Luis Ángel Maté           | Cofidis, Solutions Crédits | 64 pts                    |                           |
| 2.                        | Thomas De Gendt           | Lotto-Soudal               | 57 pts                    |                           |
| 3.                        | Benjamin King             | Dimension Data             | 56 pts                    |                           |
| 4.                        | Bauke Mollema             | Trek-Segafredo             | 50 pts                    |                           |
| 5.                        | Pierre Rolland            | EF Education First-Drapac  | 31 pts                    |                           |
| 6.                        | Miguel Ángel López        | Astana                     | 25 pts                    |                           |
| 7.                        | Thibaut Pinot             | Groupama-FDJ               | 22 pts                    |                           |
| 8.                        | Simon Yates               | Mitchelton-Scott           | 22 pts                    |                           |
| 9.                        | Michał Kwiatkowski        | Team Sky                   | 17 pts                    |                           |
| 10.                       | Alejandro Valverde        | Movistar Team              | 16 pts                    |                           |

### Classificação da combinada
| Classificação de combinados | Classificação de combinados | Classificação de combinados | Classificação de combinados | Classificação de combinados |
| Ciclista                    | Ciclista                    | Equipe                      | Pontos                      |                             |
| --------------------------- | --------------------------- | --------------------------- | --------------------------- | --------------------------- |
| 1.                          | Alejandro Valverde          | Movistar Team               | 13 pts                      |                             |
| 2.                          | Miguel Ángel López          | Astana                      | 13 pts                      |                             |
| 3.                          | Simon Yates                 | Mitchelton-Scott            | 16 pts                      |                             |
| 4.                          | Thibaut Pinot               | Groupama-FDJ                | 22 pts                      |                             |
| 5.                          | Nairo Quintana              | Movistar Team               | 40 pts                      |                             |
| 6.                          | Steven Kruijswijk           | LottoNL-Jumbo               | 44 pts                      |                             |
| 7.                          | Rafał Majka                 | Bora-Hansgrohe              | 52 pts                      |                             |
| 8.                          | Enric Mas                   | Quick-Step Floors           | 65 pts                      |                             |
| 9.                          | Emanuel Buchmann            | Bora-Hansgrohe              | 71 pts                      |                             |
| 10.                         | Gianluca Brambilla          | Trek-Segafredo              | 92 pts                      |                             |

### Classificação por equipas
| Classificação por equipes | Classificação por equipes                | Classificação por equipes | Classificação por equipes |
| Equipe                    | Equipe                                   | Tempo                     |                           |
| ------------------------- | ---------------------------------------- | ------------------------- | ------------------------- |
| 1.                        | Bahrain-Merida                           | 192h48m14s                |                           |
| 2.                        | Movistar Team                            | + 3m13s                   |                           |
| 3.                        | Bora-Hansgrohe                           | + 27m23s                  |                           |
| 4.                        | Sky                                      | + 36m32s                  |                           |
| 5.                        | Lotto NL-Jumbo                           | + 36m51s                  |                           |
| 6.                        | AG2R La Mondiale                         | + 41m16s                  |                           |
| 7.                        | EF Education First-Drapac p/b Cannondale | + 44m06s                  |                           |
| 8.                        | Dimension Data                           | + 49m37s                  |                           |
| 9.                        | Astana                                   | + 56m16s                  |                           |
| 10.                       | Mitchelton-Scott                         | + 1h01m33s                |                           |

## Abandonos
- Bjorg Lambrecht, pé a terra e retiro durante a etapa.[2]